# Tuổi địa tầng tiêu chuẩn toàn cầu
Trong phân ngành địa tầng của địa chất, Tuổi địa tầng tiêu chuẩn toàn cầu, viết tắt tiếng Anh là GSSA (Global Standard Stratigraphic Age), là điểm tham chiếu theo thứ tự thời gian và tiêu chí trong hồ sơ địa chất được sử dụng để xác định ranh giới (điểm chuẩn được quốc tế chấp nhận) giữa các Kỷ địa chất, thế hoặc tuổi khác nhau trên thang thời gian địa chất tổng thể trong lớp đá có giá trị về mặt địa tầng học. Một nỗ lực đa ngành trên toàn thế giới đã được tiến hành kể từ năm 1974 để xác định các thước đo quan trọng như vậy. Các điểm và lớp cần phải phổ biến và chứa một chuỗi các lớp có thể nhận dạng hoặc các thuộc tính đánh dấu rõ ràng khác (có thể nhận dạng hoặc định lượng).
GSSA, và các GSSP chuẩn phổ biến gần đây hơn và được ưa chuộng hơn được Ủy ban Địa tầng Quốc tế (ICS) xác định, dưới sự bảo trợ của tổ chức mẹ của họ là Liên hiệp Khoa học Địa chất Quốc tế (IUGS), và được sử dụng chủ yếu để xác định niên đại theo thời gian của các lớp đá lâu đời hơn 630 triệu năm trước, thiếu hồ sơ hóa thạch tốt. ICS đầu tiên cố gắng đáp ứng các tiêu chuẩn của GSSP và nếu các tiêu chuẩn đó không đạt, thường có đủ thông tin để thực hiện lựa chọn sơ bộ một số triển vọng hoặc đề xuất GSSA cạnh tranh.
Hồ sơ địa chất trở nên nổi bật trước khoảng 542 triệu năm trước. Điều này là do lớp vỏ Trái Đất trong các thang thời gian địa chất liên tục được tái tạo bởi các lực kiến tạo và phong hóa, và các loại đá cũ hơn và đặc biệt là các địa tầng tiếp xúc dễ tiếp cận có thể hoạt động như một hiệu chuẩn thời gian là rất hiếm.
Trong những giai đoạn gần đây, Phẫu diện và điểm kiểu địa tầng ranh giới toàn cầu (GSSP), phần lớn dựa trên cổ sinh học và các phương pháp xác định niên đại hóa thạch được cải tiến, được sử dụng để xác định các ranh giới đó. Ngược lại với GSSA, GSSP dựa trên các sự kiện và chuyển tiếp quan trọng trong một phần địa tầng cụ thể. Trong các phần cũ hơn, không có đủ hồ sơ hóa thạch hoặc các phần được bảo quản tốt để xác định các sự kiện chính cần thiết cho một GSSP, vì vậy GSSA được xác định dựa trên ngày cố định và các tiêu chí đã chọn.